# TOMOHISA YAMASHITA LIVE TOUR 2018 UNLEASHED –FEEL THE LOVE-
『TOMOHISA YAMASHITA LIVE TOUR 2018 UNLEASHED –FEEL THE LOVE-』（トモヒサ ヤマシタ ライブ ツアー 2018 アンリーシュッド フィール ザ ラブ）は山下智久の5枚目の映像作品。2019年5月22日にSME Recordsより発売された。

## 概要
全15会場33公演、約13万人を動員した全国コンサートツアー『UNLEASHED - FEEL THE LOVE -』の映像化作品。
初回生産限定盤 (Blu-ray Disc 2枚組)、初回生産限定盤 (DVD 2枚組) と通常盤 (Blu-ray Disc 2枚組) 、通常盤 (DVD 2枚組) の4形態リリース。初回生産限定盤には豪華三方背BOXケース付きデジパック仕様、64Pフォトブックが封入され、通常盤には12Pフォトブックが封入されている。
初回生産限定盤にはライブツアードキュメント映像が収録され、通常盤には両A面シングル「Reason/Never Lose」で収録されたカップリング曲・山下が監督を務めた「Like A Movie」のMusic Videoが収録されている。

## 収録内容

### 本編映像
DISC 1
1. UnleAsHed
2. Tokyo Sinfonietta
3. LOVE CHASE
4. はだかんぼー
5. BIRD
6. 月の幻
7. SUPER FUNKER!!
8. 秒針
9. Love&Hug
10. Anthem
11. MAGIC
12. パレード
13. Right Moves
14. 背中越しのチャンス
15. MC
16. Dancer
17. Paraiso
18. You Make Me
19. StrAwbErry
20. One in a million
21. MONSTERS
22. UNUSUAL
23. NEXTACTION
24. AI
25. PARTY DON’T STOP
26. LET IT GO（Orchestra ver.）
27. With you（Orchestra ver.）

ENCORE
1. 抱いてセニョリータ
2. SUMMER NUDE '13

W ENCORE
1. 青春アミーゴ
2. 怪・セラ・セラ

### 特典映像

#### 初回生産限定盤
1. Document of LIVE TOUR 2018 UNLEASHED -FEEL THE LOVE-

#### 通常盤
1. 「Like A Movie」Music Video